# Кул Герк
Кул Герк (англ. Kool Herc, народився 16 квітня 1955, Кінгстон, Ямайка) — сценічне прізвисько ямайського діджей Клайва Кембелла (Clive Campbell), який вважається предтечею багатьох музичних жанрів, в тому числі брейкбіта й хіп-хопу.

## Участь
- Terminator X — «Herc's Message» from Super Bad (1994)
- The Chemical Brothers — «Elektrobank» from Dig Your Own Hole (1997)
- Substantial — «Sacrifice» from Sacrifice (2008)